# Neue Magdeburger Hütte
Die Neue Magdeburger Hütte ist eine Alpenvereinshütte der Sektion Geltendorf des Deutschen Alpenvereins. Die Schutzhütte liegt in 1633 m ü. A. südwestlich unterhalb der Solsteine in der Nordkette hoch über dem Inntal über der Ortschaft Zirl. Damit befindet sie sich im südwestlichsten Teil des Karwendels im Tiroler Bezirk Innsbruck-Land. Wegen der aussichtsreichen Lage und den Tourenmöglichkeiten ist die Neue Magdeburger Hütte Ausflugsziel für Wanderer und Stützpunkt für Bergsteiger, die mehrtägige Touren unternehmen wollen. Dabei existieren mehrere Übergänge, am bekanntesten dürfte der Freiungen-Höhenweg sein, der bis zur Nördlinger Hütte führt. Allerdings haben die meisten Routen oberhalb der Neuen Magdeburger Hütte einen hochalpinen Charakter und können daher nur geübten Bergsteigern empfohlen werden. Im Winter ist die Hütte geschlossen, für Skitourengeher gibt es jedoch einen beheizbaren Winterraum im Nebengebäude. Skitouren in der Umgebung sollten ausschließlich bei lawinensicheren Verhältnissen und nur von geübten Winterbergsteigern unternommen werden.

## Geschichte
Ursprünglich wurde das Gebiet um die Hütte als Bergmähder (Wiesen zur Gewinnung von Heu) genutzt, später entstand hier eine Alpe, die Martinsbergalm. Dann wurde die Alm von einem Unternehmer gekauft, welcher sie als Anwesen für sein angrenzendes Jagdgebiet nutzte. Die Sektion Magdeburg des Deutschen Alpenvereins kaufte später die Alm samt Jagdhaus und baute dieses zu einer Schutzhütte um. Nach dem Zweiten Weltkrieg übernahm die Sektion Geltendorf die Hütte, der Name Neue Magdeburger Hütte wurde weiterhin beibehalten. Seit den 1980er Jahren wurde die Hütte mehrmals ausgebaut und saniert; neben den Erweiterungen wurde auch die Wasserversorgung verbessert. Überdies wurden zum Schutz der Umwelt eine vollbiologische Kläranlage und eine Photovoltaikanlage installiert. Die Hütte konnte sich durch ihre Kinderfreundlichkeit erfolgreich beim Projekt des Alpenvereins Mit Kindern auf Hütten qualifizieren und ist darin fester Bestandteil.

## Zugänge
- Von Zirl über den Hüttenweg, leicht, Gehzeit: 3½ Stunden
- Vom Bahnhof Hochzirl über den Hüttenweg, leicht, Gehzeit: 2½ Stunden
- Von Kranebitten bei Innsbruck über Schleifwandsteig, schwer, Gehzeit: 4 Stunden

## Übergänge
- Solsteinhaus über Zirler Schützensteig, mittel, Gehzeit: 2 Stunden
- Nördlinger Hütte über Zirler Schützensteig, Solsteinhaus und Freiungen-Höhenweg, schwer, Gehzeit: 6 Stunden
- Höttinger Alm über Aspachhütte und Durrachsteig, mittel, großer Gegenanstieg, Gehzeit: 3½ Stunden

## Gipfelbesteigungen
- Großer Solstein (2541 m ü. A.) über das Wörgltal, schwer, Gehzeit: 2½ Stunden
- Kleiner Solstein (2637 m ü. A.) über den Höttinger Schützensteig, schwer, Gehzeit: 3 Stunden
- Hechenberg (1912 m ü. A.) und Kirchbergköpfl (1943 m ü. A.), leicht, Gehzeit: 1 Stunde